# Itsumademo Teddy Bear
Singles de Misono
Maialino! / ... no Tsuzuki ~Eien Nante Nai... Itsuka Owari ga Aru Keredo~
(2012)
Itsumademo... Teddy Bear / Koitsuri Girl Ai Girl ~Fishing Boy~ est le 19esingle de Misono sorti sous le label Avex Trax le 7 novembre 2012 au Japon. Il sort en format CD et CD+DVD. Le single est fait en collaboration avec la marque MONO COMME ÇA. Il arrive 77e à l'Oricon et reste classé 2 semaines. Koitsuri Girl Ai Girl ~Fishing Boy~ et Second season Girl FRIEND ~Onna Tomodachi? Imouto Teki Sonzai? Tada no Osananajimi? Renai Taishou? Tomodachi Ijou? Koibito Miman? 2 Banme Demo Nai? Suki Demo Kirai Demo Nai? Tsugou no Ii Onna Domari?~ se trouvent sur l'album Uchi.

## Liste des titres
| 1. | Itsumademo... Teddy Bear (いつまでも… テディベア (Misono)) |  |
| 2. | Koitsuri Girl Ai Girl ~Fishing Boy~ (恋つりGirl 愛ガァル～フィッシングBoy～ (Me) |  |
| 3. | Second season Girl FRIEND ~Onna Tomodachi? Imouto Teki Sonzai? Tada no Osananajimi? Renai Taishou? Tomodachi Ijou? Koibito Miman? 2 Banme Demo Nai? Suki Demo Kirai Demo Nai? Tsugou no Ii Onna Domari?~ (セカンドseasonガールFRIEND〜女友達?妹的存在?ただの幼なじみ?恋愛対象?友達以上?恋人未満?2番目でもない?好きでも嫌いでもない?都合のいい女どまり?〜)                |  |
| 4. | Itsumademo... Teddy Bear (Instrumental) (いつまでも… テディベア) |  |
| 5. | Koitsuri Girl Ai Girl ~Fishing Boy~ (Instrumental) (恋つりGirl 愛ガァル～フィッシングBoy～) |  |
| 6. | Second season Girl FRIEND ~Onna Tomodachi? Imouto Teki Sonzai? Tada no Osananajimi? Renai Taishou? Tomodachi Ijou? Koibito Miman? 2 Banme Demo Nai? Suki Demo Kirai Demo Nai? Tsugou no Ii Onna Domari?~ (Instrumental) (セカンドseasonガールFRIEND〜女友達?妹的存在?ただの幼なじみ?恋愛対象?友達以上?恋人未満?2番目でもない?好きでも嫌いでもない?都合のいい女どまり?〜) |  |

| 1. | Koitsuri Girl Ai Girl ~Fishing Boy~ (恋つりGirl 愛ガァル～フィッシングBoy～ (Me) |  |